# Einnehmerhaus (Freital)

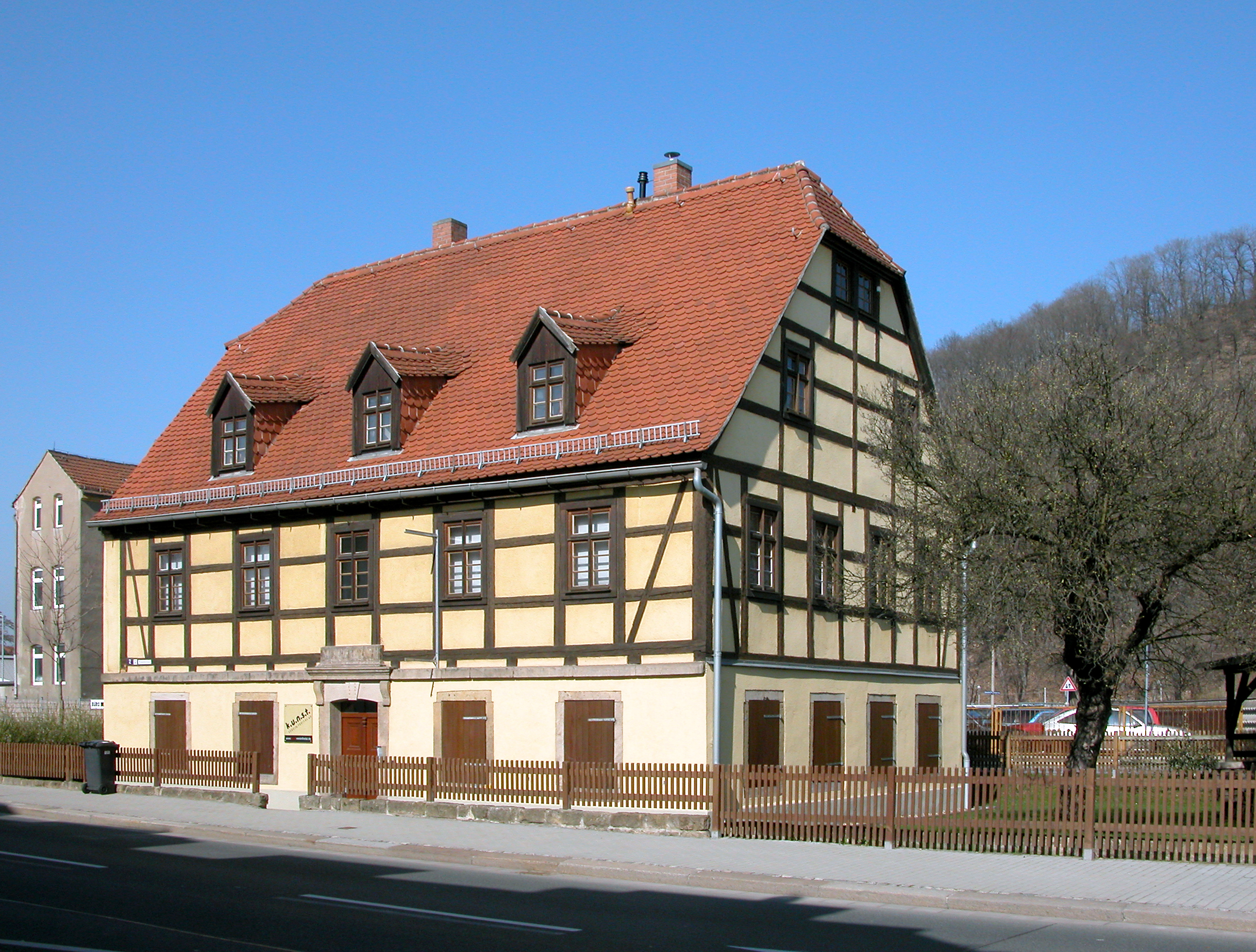
Einnehmerhaus, Straßenansicht (2009)

Das Einnehmerhaus ist ein denkmalgeschütztes ehemaliges Chausseehaus im Freitaler Stadtteil Potschappel, das heute für Ausstellungen und andere künstlerische Veranstaltungen genutzt wird.

## Lage und Beschreibung
Das Einnehmerhaus befindet sich an der Dresdner Straße, Hausnummer 2, kurz vor der Stadtgrenze Freitals zu Dresden und dem Eingang zum Plauenschen Grund im Stadtteil Potschappel. Unweit ist die Kreuzung der Dresdner Straße mit der Carl-Thieme-Straße gelegen. Das Chausseehaus ist gemeinsam mit dem Hammerherrenhaus der König-Friedrich-August-Hütte eines der letzten Überreste historischer Bebauung in ansonsten stark gewerblich und industriell geprägtem Gebiet.
Das traufständige Gebäude hat eine Grundfläche von etwa 9 × 15 Metern und neben dem Erdgeschoss ein Ober- sowie ein Dachgeschoss. Die Obergeschosse sind in Fachwerk ausgeführt. Zur Traufe hat das Einnehmerhaus fünf, zum Giebel vier Fensterachsen. Das mit roten Ziegeln gedeckte Krüppelwalmdach hat straßenseitig drei Giebelgauben. Der Haupteingang mit Portal liegt zur Dresdner Straße.
Aufgrund seiner Bedeutung als Zeugnis der Verkehrsgeschichte im Plauenschen Grund wurde das Chausseehaus in die Kulturdenkmalliste aufgenommen.

## Geschichte
In der ersten Hälfte des 18. Jahrhunderts wurde die seit dem 16. Jahrhundert bestehende Verbindung durch den Plauenschen Grund (heute Teil der Tharandter Straße in Dresden) chausseeartig ausgebaut. Die Gemeinde Neucoschütz ließ dazu 1828 das Chausseehaus zur Einnahme der Zollgebühren von den Fuhrleuten errichten. Es diente diesem Zweck bis zur Einstellung der Zollabgaben im Jahr 1885 und wurde anschließend Wohnhaus.
Zu Beginn der 1990er Jahre war das Gebäude baufällig. Der 1990 gegründete „k.u.n.s.t-Verein Freital“ konnte es bis 1994 unter Zuhilfenahme öffentlicher Gelder in Höhe von 400.000 Mark denkmalgerecht (etwa mit der Freilegung des zuvor verputzten Fachwerks) sanieren und richtet dort seitdem Ausstellungen, Veranstaltungen sowie Kurse für praktische künstlerische Betätigung aus. Das Gebäude befindet sich in Eigentum der städtischen Wohnungsgesellschaft und wird von dieser an den Verein vermietet. Während des Hochwassers 2002 wurde das Einnehmerhaus durch das bis zu 1,49 m hoch im Erdgeschoss stehende Wasser beschädigt und musste erneut instand gesetzt werden.